# 宮栄二
宮 栄二（みや えいじ、1916年8月26日 - 1986年11月27日）は、新潟県の地方史研究者。

## 人物・来歴
新潟県長岡市出身。1939年東京帝国大学文学部国史学科卒。内務省、北方文化博物館、新潟県教育長などをへて、新潟大学講師。県文化財保護審議委員、良寛会常任委員長。

## 著書
- 『郷土の文化財　第７新潟・石川・福井』日本文化財大系　宝文館出版	1961
- 『良寛』 (東洋美術選書) 三彩社, 1969
- 『北陸の風土と人間』 (生涯教育新書) 富山県教育委員会, 1975.9
- 『良寛』文人書譜 6 淡交社, 1979.7
- 『良寛 その生涯と書』名著刊行会, 1982.5
- 『良寛墨蹟探訪』象山社, 1983.7

### 共編著
- 『良寛のふるさと』小林新一共著. 中日新聞東京本社[ほか], 1968
- 『越後佐渡文化財散歩』編著. 学生社, 1973
- 『文化誌日本新潟県』宮栄二 [ほか]編集. 講談社, 1983.5
- 『良寛研究論集』編. 象山社, 1985.5
- 『雪国の宗教風土 越後の歴史・人間・自然』編. 名著刊行会, 1986.12

### 校注
- 鈴木牧之『秋山記行・夜職』校注 (東洋文庫) 平凡社, 1971
- 『鈴木牧之全集』井上慶隆,高橋実共編. 中央公論社, 1983.7
- 『校註北越雪譜』鈴木牧之・山東京山共著 監修, 井上慶隆, 高橋実校註. 野島出版, 2014.4

記念論文集
- 『越佐の歴史と文化 宮栄二先生古稀記念集』宮栄二古稀記念刊行会, 1985.3